# Salmiakki Koskenkorva
Salmiakki Koskenkorva, i dagligt tal salmiakkikossu samt salmari (finska) och salmare (svenska), är en av de mest sålda likörerna i Finland. Den är en av tio likörer som baserar sig på sprit blandad med lakrits och salmiak. Utmärkande för denna variant är att den innehåller äkta Koskenkorva brännvin och krossad turkisk peppar.
Likören lanserades på 1990-talet och revolutionerade Finlands dryckeskultur. Drinken blev en succé, speciellt hos ungdomar vilket gav drycken en "tonårsvodka"-stämpel.
En annan välkänd historia säger att sångaren Jari Sillanpää hittade på receptet då han jobbade som bartender på 1980-talet. Troligast så kom någon på konceptet med starksprit och salmiakbaserat godis långt innan 1980-talet då det är ett lätt recept och båda ingredienserna har funnits länge på den finska marknaden.

## Skrämselpropaganda
Enligt en vandringshistoria fick en tonåring en hjärtattack på grund av att denne drack Salmiakki Koskenkorva. Denna legend drevs så hårt av skvallertidningar och löpsedlar att Alko drog in likören från marknaden. Fem år senare, när uppståndelsen minskat, lanserades produkten igen.
Även om endast drycken i sig knappast gett någon tonåring en hjärtattack är den likväl lika farlig som annat brännvin med tanke på den höga alkoholhalten (32%) och att salmiaken nästan helt och hållet maskerar smaken av etanol.